# Aethalops alecto
Aethalops alecto је врста сисара из реда слепих мишева (Chiroptera) и породице велики љиљци (Pteropodidae).

## Распрострањење
Ареал врсте је ограничен на мањи број држава. Врста има станиште у Малезији, Индонезији и Сингапуру, и непотврђено у Тајланду.

## Станиште
Станиште врсте су шуме. Врста је по висини распрострањена до 2.700 метара надморске висине.
Врста је присутна на подручју острва Борнео, Суматра и Јава у Индонезији.

## Угроженост
Ова врста је наведена као последња брига, јер има широко распрострањење и честа је врста.